# Joachim Riepen
Joachim Riepen (* 1941 in Köln) ist ein deutscher Organist. Er studierte in Köln Kirchenmusik und belegte Meisterklassen unter anderem bei Luigi Ferdinando Tagliavini in Bologna. 
Bis 1979 war er als Dekanatskirchenmusiker tätig und gelang dann in die Schlagzeilen, als er verwitwet eine geschiedene Frau heiratete und vom Kirchendienst ausgeschlossen wurde. Der Spiegel kritisierte beispielsweise, dass einem Kirchenmusiker, der (Zitat) „zur Organisten-Elite in der Bundesrepublik zählt“, jede kirchliche Anstellung als Kantor versagt wurde.
Riepen arbeitete ab 1979 als Lehrer für Musik im höheren Schuldienst und war daneben von 1977 bis 1983 Lehrbeauftragter für Klavier und Orgel der Universität Dortmund. Daneben gab er Konzerte im In- und Ausland, begleitete Stummfilme (unter anderem im Deutschen Filmmuseum, Frankfurt am Main) an der Kinoorgel und war als freier Mitarbeiter für die Deutsche Welle tätig. Riepen ist heute Kirchenmusiker in der Pfarrei St. Ludgerus in Weseke.